# 26 octobre 1995
Le 26 octobre 1995 est le 299e jour de l'année 1995 du calendrier grégorien. Il s'agit d'un jeudi.

## Politique en France
Jacques Chirac, récemment élu président de la République principalement sur le thème de la fracture sociale, annonce, lors d'une émission spéciale sur France 2, un revirement total de sa politique économique et sociale:  l'accent sera mis désormais sur la réduction des déficits qui, en suscitant une baisse des taux d'intérêt et une reprise de la croissance, devrait favoriser la diminution du chômage.  Il abandonne ainsi « l'autre politique », prônée par Philippe Séguin, pour se rapprocher de la politique suivie par l'ancien Premier ministre, Édouard Balladur et par l'Allemagne.

## Sport
- En football, l'équipe de Chine bat l'équipe de Colombie 2-1 à Pékin, en match amical[2].
- Le numéro 2 du chandail du joueur de hockey sur glace canadien Doug Harvey, des Canadiens de Montréal, est retiré[3].
- Le joueur de hockey sur glace canadien des Penguins de Pittsburgh Mario Lemieux marque le 500e but de sa carrière en Ligue nationale de hockey contre les Islanders de New York[4]
- En baseball, aux États-Unis, les Indians de Cleveland battent les Braves d'Atlanta 5-4 lors du 5e match de la Série mondiale 1995, remportée par les Braves d'Atlanta[5].
- La salle omnisports KeyArena at Seattle Center rouvre après une rénovation, aux États-Unis[6].

## Décès
- Henry Latulippe, industriel, marchand et homme politique fédéral canadien[7]